# Грицаева, Оксана Игоревна
Оксана Игоревна Грицаева (род. 17 марта 1980, Феодосия, Крымская область) — российская, ранее украинская шахматистка. Мастер ФИДЕ среди женщин (2005). Мастер спорта Украины, мастер спорта России.

## Достижения
Четыре раза становилась бронзовой призёркой чемпионатов Украины среди женщин (1999, 2008, 2010, 2013).
В 2012 году победила на международном турнире женщин-мастеров «Днепропетровская осень» памяти Александра Мороза.
С октября 2014 года выступает под флагом России.
В 2017 году выиграла женский турнир в рамках фестиваля Moscow Open. В 2019 году выиграла Кубок России.
Участница чемпионатов мира по рапиду и блицу среди женщин (2018).
Участница чемпионата Европы по шахматам среди женщин (2009).
В составе команды «Киммерия»:
- бронзовая призёрка чемпионата России среди женских команд по шахматам 2020 г.[10],
- победительница чемпионата России среди женских команд по блицу 2019 г.[11],
- бронзовая призёрка чемпионата России среди женских команд по быстрым шахматам 2018 и 2019 гг.[12][13]

В составе женской сборной Автономной Республики Крым участница Всеукраинских игр в 2003 и 2007 годах.
Работает шахматным тренером в Феодосии. Среди учеников — Маргарита Потапова, чемпионка России по блицу 2021 г. и международный мастер среди женщин.